# Bataille de Plaisance (1802)
Pour les articles homonymes, voir Bataille de Plaisance.
Révolution haïtienne
Batailles
Insurrections (1791-1793)
- Bois-Caïman
- Croix-des-Bouquets
- Morne Pelé
- 1re La Tannerie
- Port-au-Prince
- Le Cap-français

Interventions espagnoles et britanniques (1793-1798)
- 2e La Tannerie
- Marmelade
- Saint-Michel-de-l'Attalaye
- Ennery
- 3e La Tannerie
- Fort-Dauphin
- 1re Tiburon
- L'Acul
- La Bombarde
- 2e Tiburon
- Les Gonaïves
- Port-Républicain
- 1re Dondon
- Massacre de Fort-Dauphin
- Saint-Marc
- Léogane
- Saint-Raphaël
- Trutier
- 3e Tiburon
- 1re Verrettes
- Grande-Rivière
- Mirebalais
- Las Cahobas
- 2e Verrettes
- Petite-Rivière
- 2e Dondon
- 1re Les Irois
- Jean-Rabel
- 2e Les Irois

Guerre des couteaux (1799-1800)
- Jacmel

Expédition de Saint-Domingue (1802-1803)
- La Ravine-à-Couleuvres
- Kellola
- Plaisance
- La Crête à Pierrot
- Noyades du Cap-Français
- Port-au-Prince
- Vertières
- Massacres de 1804 en Haïti

La bataille de Plaisance se déroula pendant l'expédition de Saint-Domingue au cours de la révolution haïtienne.

## La bataille
Le 5 mars 1802, ignorant la reddition de Maurepas, Toussaint attaque les troupes françaises du général Desfourneaux.

Au début de l'attaque, Toussaint s'aperçut qu'une partie du 9e régiment de Maurepas combattait avec les Français sous les ordres de Lubin Golart. Bouillant de colère, Toussaint éperonna son cheval et se porta à leur rencontre et s'écria : « soldats du 9e, oserez-vous tirer sur votre général et sur vos frères ? » Selon les mémoires d'Isaac Louverture, fils du général, « ces mots firent l'effet d'un coup de tonnerre ; ils tombèrent à genoux, et si les soldats européens n'avaient pas tiré sur lui et ne s'étaient pas portés en avant, tout le 9e régiment aurait passé à Toussaint Louverture. »
Dans son rapport daté du 7 mars au chef d'état-major général Dugua, Desfourneaux fait le récit suivant : 

« Toussaint m'attaquait le 5 et emportait de vive force ma meilleure position, le Morne Bedouret, mais il en a été délogé, et finalement l'armée est victorieuse sur toute la ligne. Toussaint s'est avancé à dix pas du détachement du 9e grenadiers noirs et leur a dit : « Comment, mes enfants, vous combattez contre votre père ! — C'est un brigand, s'écrie Placide Lebrun, sous-lieutenant des grenadiers, feu ! » Le cheval de Toussaint est tué, un soldat de la 30e s'élance sur lui, ce soldat est tué. Les gardes de Toussaint le couvrent, ils sont renversés; mais il s'échappe blessé, dit-on, à l'épaule. »

Toussaint, vaincu, se replia sur Marmelade et Bayonnet, occupant les positions du Morne. Dans un autre rapport à Dugua, daté du 14 mars, Desfourneaux déclare avoir 267 tués ou blessés et un plus grand nombre de malades.